# Hemköp
Hemköpskedjan AB är ett företag som med  varumärket Hemköp driver en grupp större dagligvarubutiker som antingen är helägda eller bedrivs i franchiseform. Hemköpskedjan ingår i Axfood som ett "premiummärke" och har ett utökat sortiment som inkluderar exklusivare matvaror.[källa behövs] I början av 2005 slog Axfood ihop Spar och Hemköp under det gemensamma namnet Hemköp. Kedjan hade i januari 2012 omkring 180 butiker. Huvudkontoret återfinns i Stockholm.

## Hemköps historia[4]
- 1958: "Spik-Olle" öppnar första butiken med Hemköps namn i en källarlokal i Borlänge[5]
- 1963: Bertil Wåghäll förvärvar butiken genom sitt bolag Sam Hedenius AB och öppnar Borlänge Hemköp, den första stormarknaden/snabbköpet i regionen.
- 1983: Finansmannen Erik Penser köper bolaget Saba, som efter flera sammanslagningar tillsammans med Åhlén & Holm äger Hemköpskedjan, och bildar Carnegie.
- 1988: Hemköp köps ut från Carnegie av Axel Johnsson AB.
- 1993–1996: Hemköp tar över Åhlénsvaruhusens livsmedelsavdelningar.
- 2004: Livsmedelskedjorna Spar, Billhälls och Vivo samlas under namnet Hemköp.
- 2011: Vi-butikerna påbörjar avvecklingen under augusti månad. Butikerna kommer att tillhöra Hemköp, Willys eller bli självständiga. Den första butiken, i Huddinge, omvandlades redan i april 2011.[6]

## Verkställande direktörer
- 1963–1982: Bertil Wåghäll
- 1982–2003: Nils-Erik Johansson
- 2003–2006: Carl-Erik Möller
- 2006–2008: Per Uebel[källa behövs]
- 2008–2010: Anders Strålman (Tf vd)[källa behövs]
- 2010–2012: Ola Andersson[7]
- 2012–2020 Thomas Gäreskog
- 2020– Simone Margulies[8]